# Aktiv Träning
Aktiv Träning är en månatlig tidskrift som behandlar ämnen som träning, kost och hälsa. Aktiv Träning har utgivits i Sverige sedan januari 2009 av Bonnier Publications. Upplagan är 22 400 ex. enligt TS 2012 samt har 81 000 läsare enl. Orvesto. Tidningen samarbetar med Göteborgsvarvet sedan 2012 och utkommer två gånger om året i en specialupplaga till alla Varvets löpare. Svensk redaktör är Richard Kingstad.